# Бін Двень Двень і Шуї Рон Рон
Бін Двень Двень (кит. 冰墩墩; Bing Dwen Dwen) є офіційним талісманом зимових Олімпійських ігор 2022 року, а Шуї Рон Рон (китайська: 雪容融; Shuey Rhon Rhon) є офіційним талісманом зимових Паралімпійських ігор 2022 року. Ім’я Бін Двень Двень, можливо, означає крижаний хулу, оскільки (墩) у його назві є омофоном (礅) у слові 糖礅 на діалекті Тяньцзінь, що означає тангулу, прототип талісмана. Обидва заходи проходили в Пекіні, столиці Китаю.

## Історія
Конкурс дизайну талісмана було розпочато 8 серпня 2018 року. Загалом 5816 дизайнів було надіслано на розгляд, і десять увійшли до короткого списку. Талісмани були представлені 17 вересня 2019 року. Бін Двень Двень і Шуї Рон Рон були обрані серед восьми інших дизайнів.
Під час Олімпійських ігор медалісти отримували плюшеву версію Бін Двень Двень на церемонії відразу після завершення змагань, а медалі вручалися на пізнішій церемонії, об’єднуючи переможців із кількох змагань.
Китай використовував ботів у соціальних мережах і підроблені облікові записи для просування талісмана, а китайські ЗМІ вказували на цю неавтентичну діяльність як на доказ популярності талісмана.

## Характеристики
Бін Двень Двень — велика панда у крижаному костюмі, із золотим серцем і любов’ю до зимових видів спорту. «Бін» означає лід і втілює чистоту та міцність, характеристики зимових Олімпійських ігор. "Двень Двень", що означає здоров'я, жвавість і миловидність, відповідає загальному образу панд і символізує силу, завзятість і надихаючий олімпійський дух спортсменів зимових Олімпійських ігор. Барвисте кільце навколо обличчя Бін Двень Двень навіяне «льодовою стрічкою» національного залу швидкісного катання на Зимових Олімпійських іграх у Пекіні. Серце на долоні Бін Двень Двень — це теплий прийом для друзів у всьому світі. «Мушля» Бін Двень Двень, що закриває все тіло, допомагає панді кататися на ковзанах, сноуборді та лижах разом із олімпійськими спортсменами, є даниною сприйняття нових технологій для майбутнього з безмежними можливостями, яскраві кольори ореолу навколо її обличчя є представлення новітніх передових технологій льодових і снігових спортивних трас на Іграх, а серце на лівій долоні символізує гостинність Китаю для спортсменів і глядачів на Зимових Олімпійських іграх. Деякі користувачі мережі вважають, що дизайн Бін Двень Двень також міг бути натхненний традиційними китайськими зимовим ласощами тангулу (糖葫芦), оскільки костюм з льоду нагадує прозору цукеркову оболонку.
Шуї Рон Рон — антропоморфний китайський ліхтарик. Ліхтарі символізують урожай, свято, тепло і світло. Побажання у верхній частині символізує щасливе щастя. Суцільний візерунок голуба миру та Храму Неба символізують мирну дружбу та підкреслюють характерні риси місця проведення заходів. Декоративний візерунок включає в себе традиційне китайське мистецтво вирізання з паперу. Сніг на обличчі уособлює значення «випадання сезонного снігу обіцяє врожайний рік» (瑞雪兆丰年). Він також відображає антропоморфний дизайн і підкреслює миловидність талісмана.
Бін Двень Двень - головний олімпійський талісман. Шуї Рон Рон — талісман Паралімпійських ігор.

## Дизайнери
Бін Двень Двень був розроблений Цао Сюе (曹雪), головним дизайнером Академії образотворчого мистецтва Гуанчжоу. Цао Сюе заявив, що протягом місяців, що передували іграм, він і його команда дизайнерів розробляли та модифікували талісман і одного разу відмовилися від ідеї талісмана панди через його поширеність. Він також висловив своє здивування тим, що попит на талісман був таким високим.
Дизайн Shuey Rhon Rhon розробила Цзян Юфань (姜玉凡), студентка, яка спеціалізується на дизайні у Художньому інституті дизайну Цзілінь. Цзян Юфань спочатку подала дизайн талісмана на основі оленя та комбінації китайського вузла та вареника, але після пропозицій своїх професорів вона змінила дизайн, щоб створити комбінацію китайського вузла та червоного ліхтарика.